# Riêng một góc trời
"Riêng một góc trời" là một sáng tác của nhạc sĩ Ngô Thụy Miên. Bài hát gắn liền với sự nghiệp của Ngô Thụy Miên và nổi tiếng qua tiếng hát của Tuấn Ngọc.

## Xuất xứ
"Riêng một góc trời" được nhạc sĩ Ngô Thụy Miên sáng tác vào thập niên 1990, lấy cảm hứng từ mối tình cảm của ông với người vợ là Đoàn Thanh Vân khi hai người gặp nhau và kết hôn tại Mỹ.

## Ca sĩ thể hiện
"Riêng một góc trời" được thu âm và thể hiện lần đầu bởi Tuấn Ngọc và gắn liền với tiếng hát của ông. Tuấn Ngọc chia sẻ: "Riêng một góc trời là ca khúc mà cuộc đời tôi hàm ơn. Nó như một định mệnh, một sự may mắn trong sự nghiệp ca hát của tôi. Tôi đã hát thành công rất nhiều ca khúc của Ngô Thụy Miên nhưng chưa có bài hát nào được công chúng yêu mến dài lâu, bền bỉ như Riêng một góc trời".
"Riêng một góc trời" được một số ca sĩ trong và ngoài nước thể hiện như Trọng Tấn, Chế Linh, Hồ Hoàng Yến, Khánh Hà. Năm 2015, Phan Đinh Tùng ra mắt CD và Album "Riêng một góc trời" theo phong cách acoustic và hòa âm mới mẻ.